# カラユースフ (小惑星)
カラユースフ (3800 Karayusuf) は火星横断小惑星。エレノア・ヘリンがパロマー天文台で発見した。
ジェット推進研究所の地球近傍小惑星追跡プロジェクトに協力するなど、宇宙探査に功績のあったアルフォード・カラユースフに因んで名付けられた。